# Polske II Liga
II Liga (Polsk: Druga Liga) er den tredje bedste polske fodboldliga for herrer. Ligaen består af 18 hold fra Polen. 
3 hold rykker direkte op i I Liga. 4 hold rykker direkte ned i III Liga.

## II Liga 2017/18
- II Liga 2017/18

| Fodbold | Spire Denne artikel om en fodboldturnering er en spire som bør udbygges. Du er velkommen til at hjælpe Wikipedia ved at udvide den. |